# Салфер-Спрингс (Техас)
Салфер-Спрингс (англ. Sulphur Springs) — город в США, расположенный в северо-восточной части штата Техас, административный центр округа Хопкинс. По данным переписи за 2010 год число жителей составляло 15 449 человек, по оценке Бюро переписи США в 2017 году в городе проживало 16 029 человек.

## История

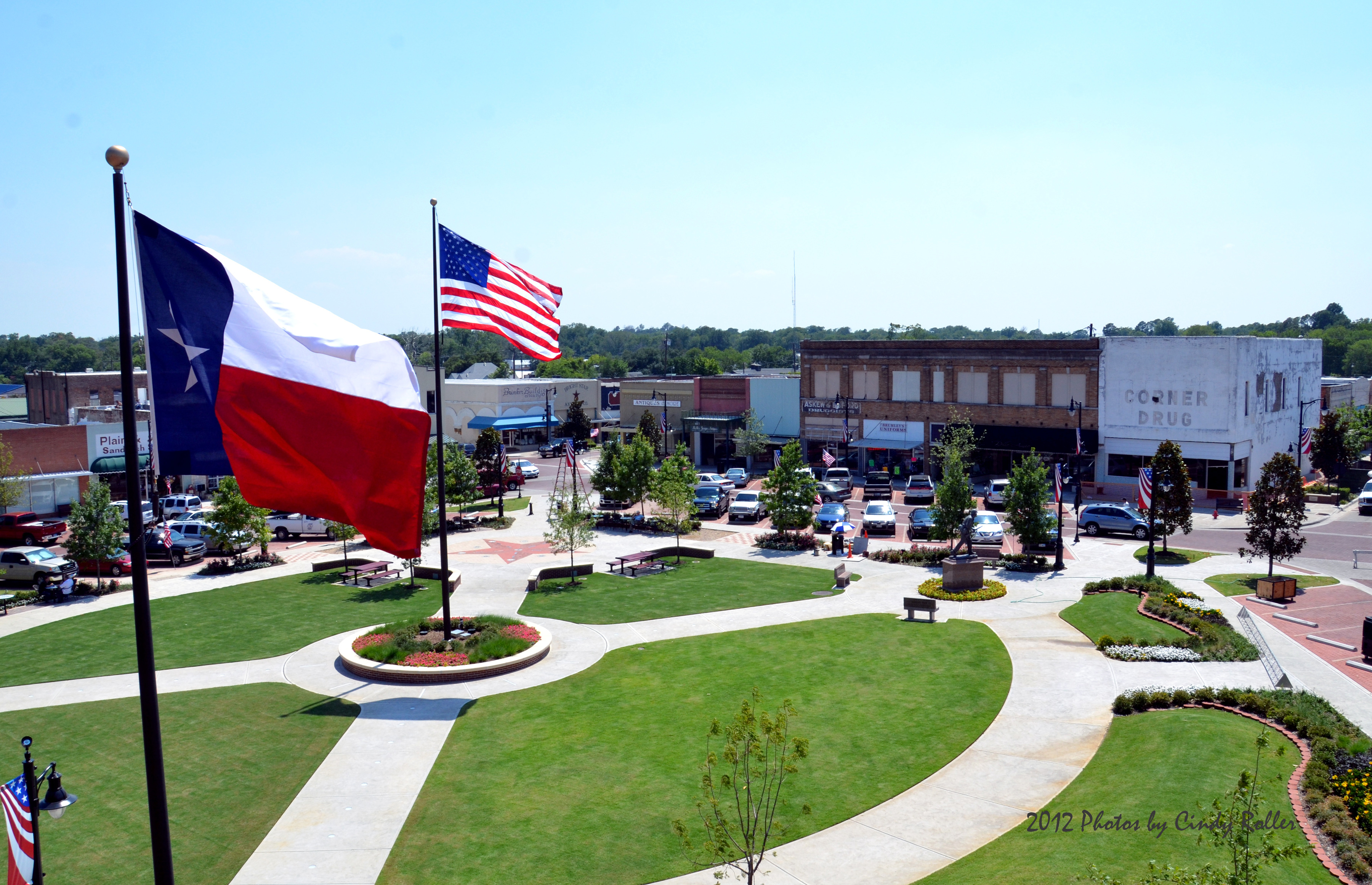
Площадь у здания окружного суда

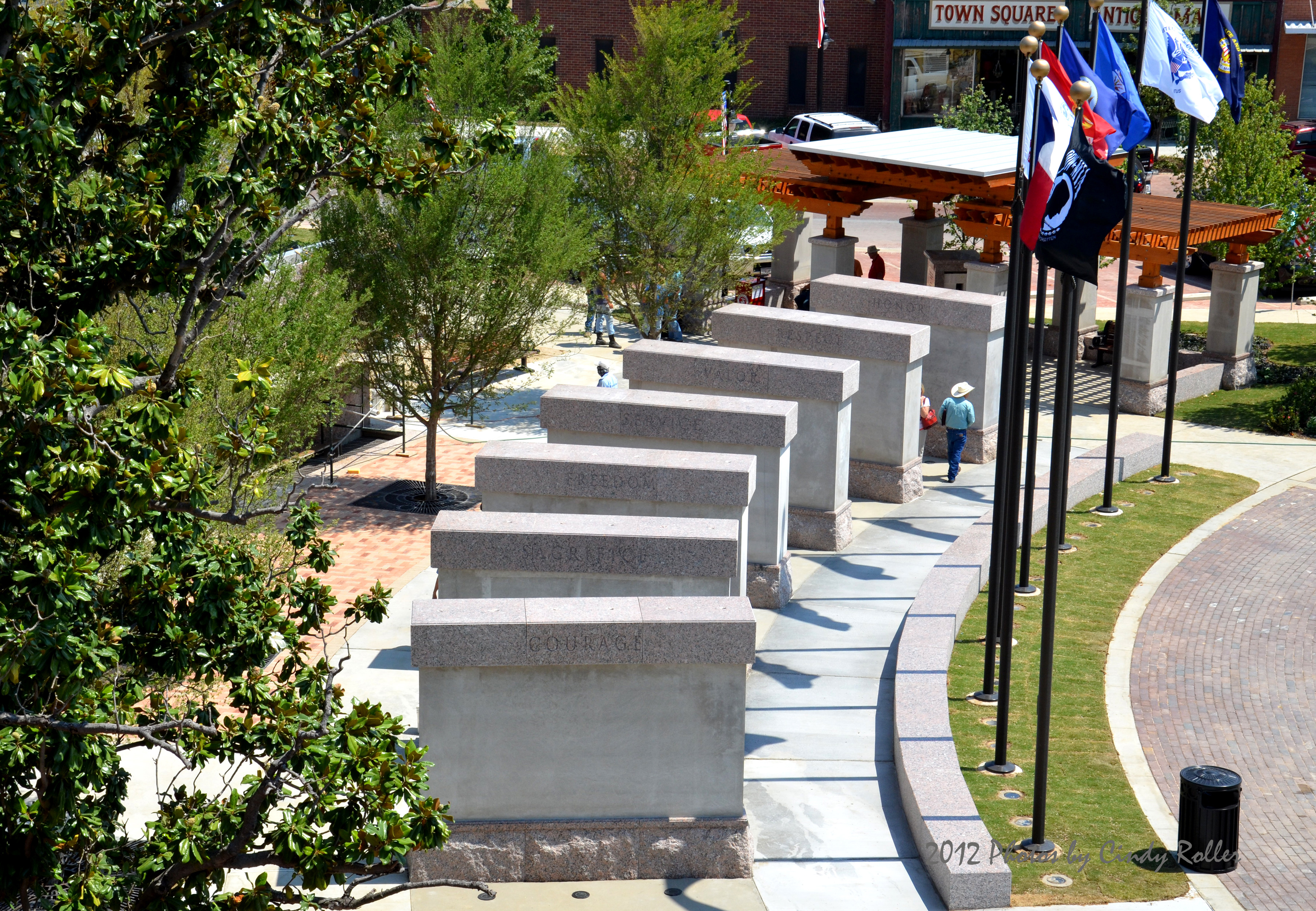
Мемориал ветеранам города на территории окружного суда

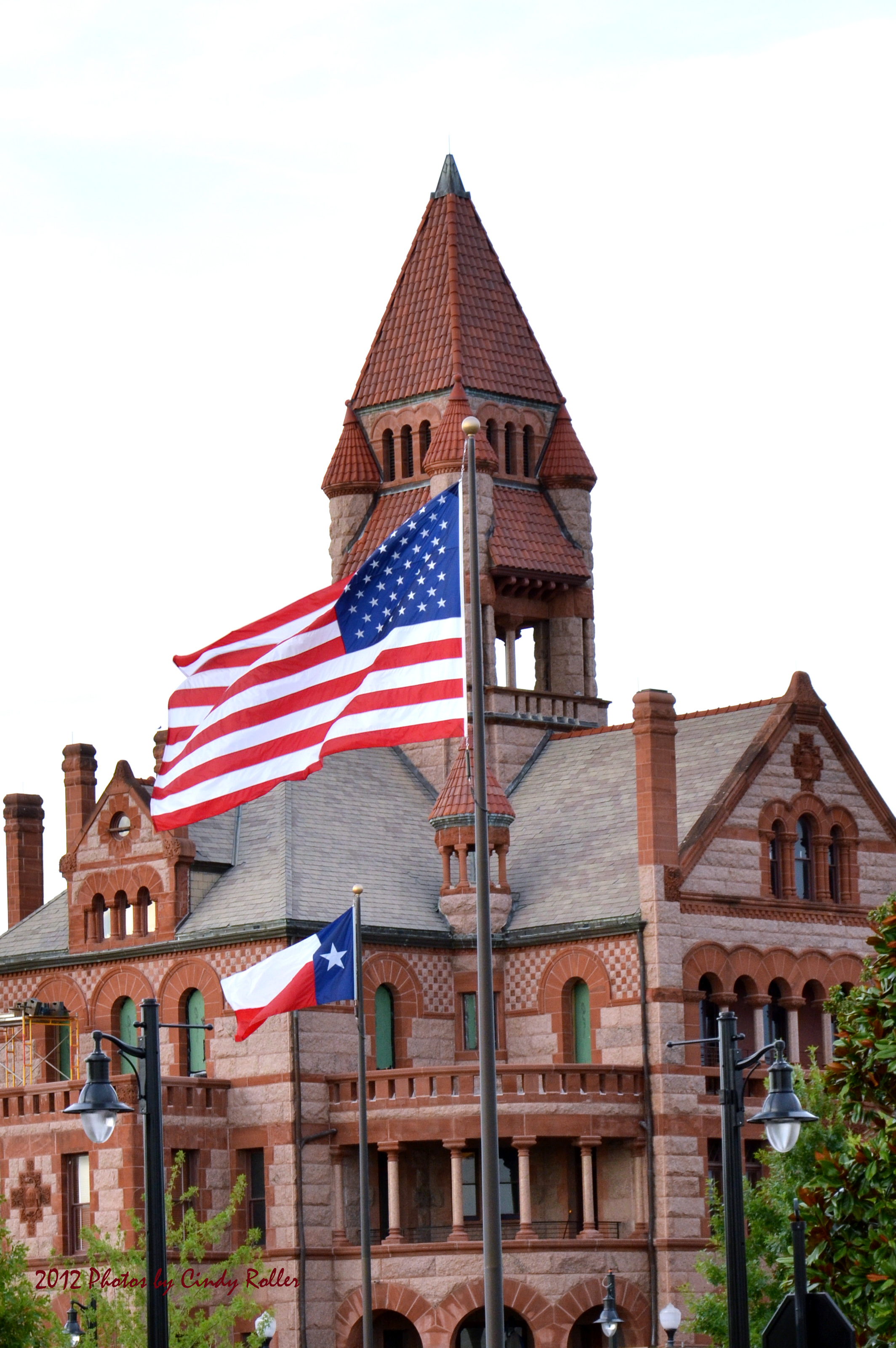
Здание суда округа Хопкинс в городе

Изначально поселение, в котором открылись магазины и гостиница получило название Брайт-Стар. Предположительно в 1852 году Брайт-Стар получил устав, началось формирование местных органов власти. В 1854 году в городе был открыт почтовый офис. В 1852 году в Брайт-Старе появилась методистская, а в 1859 — баптистская церкви. В 1870 году город стал административным центром, а в 1871 году город сменил название на Салфер-Спрингс с целью прорекламировать минеральные источники неподалёку от города. В 1881 году при методистской церкви в городе был открыт колледж, в 1895 году он получил название Eastman College. К 1885 году в городе появились пресвитерианская и две афроамериканские церкви, несколько частных школ, мельница, лесопилки, мебельная фабрика, литейные и механические цеха, производство повозок, кожевенные заводы, три гостиницы, оперный театр, два банка, издавалось две еженедельные газеты, Sulphur Springs Gazette и Hopkins County Echo.
В 2000 году в городе работали фабрики по пошиву мужской рабочей одежды, женских платьев, производство матрасов, оборудования для молокообработки, деталей для трансмиссий, быстрорастворимого бетона, изделий из листового металла, жалюзи, клапанов высокого давления и нефтехимических продуктов.

## География
Салфер-Спрингс находится в центральной части округа, его координаты: 33°08′35″ с. ш. 95°36′53″ з. д..
Согласно данным бюро переписи США, площадь города составляет около 61,2 км2, из которых 52,4 км2 занято сушей, а 8,8 км2 — водная поверхность.

### Климат
Согласно классификации климатов Кёппена, в Салфер-Спрингс преобладает влажный субтропический климат (Cfa).
| Показатель                    | Янв.  | Фев.  | Март  | Апр. | Май  | Июнь | Июль | Авг. | Сен. | Окт. | Нояб. | Дек. | Год  |
| ----------------------------- | ----- | ----- | ----- | ---- | ---- | ---- | ---- | ---- | ---- | ---- | ----- | ---- | ---- |
| Абсолютный максимум, °C       | 29,4  | 32,8  | 32,8  | 35,6 | 38,3 | 41,7 | 43,9 | 46,1 | 44,4 | 38,3 | 31,7  | 29,4 | 46,1 |
| Средний суточный максимум, °C | 12,5  | 14,6  | 19,3  | 24   | 27,8 | 31,9 | 34,3 | 34,9 | 31,4 | 25,8 | 19    | 13,8 | 24,1 |
| Средняя температура, °C       | 6,3   | 8,3   | 12,8  | 17,4 | 21,8 | 25,9 | 28,1 | 28,1 | 24,4 | 18,4 | 12,3  | 7,5  | 17,6 |
| Средний суточный минимум, °C  | 0,2   | 1,8   | 6,3   | 10,9 | 15,7 | 19,9 | 21,8 | 21,2 | 17,4 | 11,2 | 5,7   | 1,2  | 11,1 |
| Абсолютный минимум, °C        | −17,8 | −18,3 | −11,7 | −2,8 | 2,2  | 8,9  | 11,7 | 9,4  | −5,6 | −10  | −10   | −20  | −20  |
| Норма осадков, мм             | 74    | 84    | 103   | 113  | 128  | 99   | 82   | 61   | 89   | 106  | 93    | 95   | 1126 |
| Источник: weatherbase.com     |       |       |       |      |      |      |      |      |      |      |       |      |      |

## Население
Согласно переписи населения 2010 года в городе проживало 15 449 человек, было 5959 домохозяйств и 3987 семей. Расовый состав города: 75,1 % — белые, 12,7 % — афроамериканцы, 0,5 % — коренные жители США, 0,5 — азиаты, 0,1 % — жители Гавайев или Океании, 8,3 % — другие расы, 2,8 % — две и более расы. Число испаноязычных жителей любых рас составило 15,9 %.
Из 5959 домохозяйств, в 35,1 % живут дети младше 18 лет. 46,1 % домохозяйств представляли собой совместно проживающие супружеские пары (19,2 % с детьми младше 18 лет), в 15,5 % домохозяйств женщины проживали без мужей, в 5,3 % домохозяйств мужчины проживали без жён, 33,1 % домохозяйств не являлись семьями. В 28,4 % домохозяйств проживал только один человек, 11,9 % составляли одинокие пожилые люди (старше 65 лет). Средний размер домохозяйства составлял 2,53 человека. Средний размер семьи — 3,1 человека.
Население города по возрастному диапазону распределилось следующим образом: 28,8 % — жители младше 20 лет, 25,9 % находятся в возрасте от 20 до 39, 29,9 % — от 40 до 64, 15,5 % — 65 лет и старше. Средний возраст составляет 36,2 года.
Согласно данным опросов пяти лет с 2013 по 2017 годы, медианный доход домохозяйства в Салфер-Спрингс составляет 38 778 долларов США в год, медианный доход семьи — 46 548 долларов. Доход на душу населения в городе составляет 21 749 долларов. Около 19,7 % семей и 22,3 % населения находятся за чертой бедности. В том числе 34,3 % в возрасте до 18 лет и 10,6 % старше 65 лет.

## Местное управление

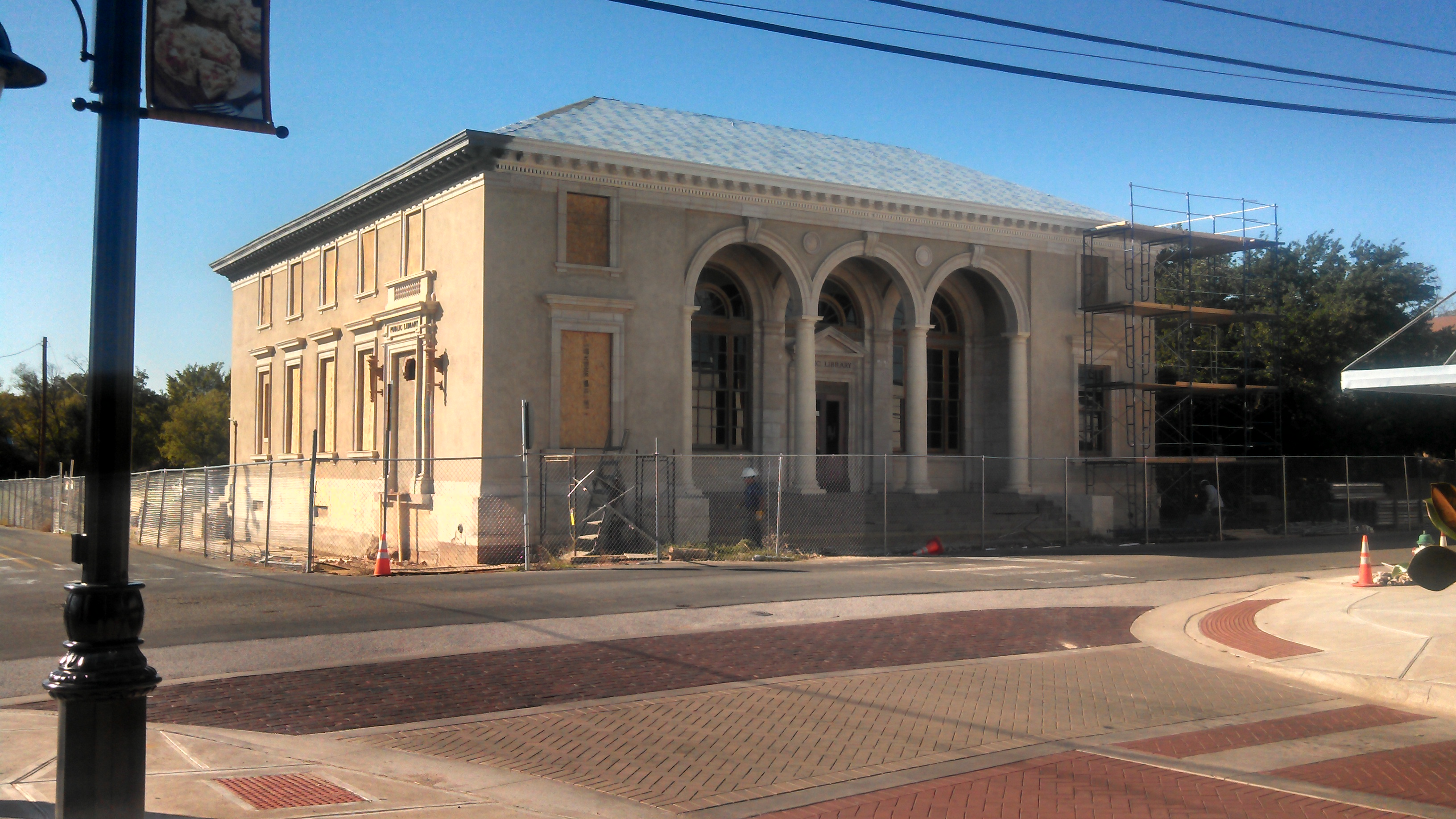
Городская ратуша

Управление городом осуществляется городским советом, состоящим из 7 человек. Члены совета выбирают из своего состава мэра и заместителя.
Другими важными должностями, на которые происходит наём сотрудников, являются:
- Сити-менеджер
- Городской секретарь
- Городской юрист
- Финансовый директор
- Городской инженер
- Директор отдела по развитию комьюнити
- Шеф полиции
- Директор департамента общественной безопасности
- Директор отдела кадров
- Директор библиотеки
- Управляющий отделом парков и отдыха
- Директор аэропорта и отдела по туризму
- Управляющий коммунальной службой
- Муниципальный судья

## Инфраструктура и транспорт
Основными автомагистралями, проходящими через Салфер-Спрингс, являются:
- межштатная автомагистраль I-30 США проходит с востока от Маунт-Вернона на запад к Гринвиллу.
- автомагистраль 67 США совпадает с I-30 на участке от Маунт-Вернона до Гринвилла.
- автомагистраль 11 штата Техас проходит с северо-запада от Шермана на юго-восток к Питсбергу.
- автомагистраль 19 штата Техас проходит с севера от Париса на юго-запад к Эмори.
- автомагистраль 154 штата Техас проходит с севера от Купера на юг к Куитмену.

В городе располагается муниципальный аэропорт Салфер-Спрингс. Аэропорт располагает одной взлётно-посадочной полосой длиной 1524 метра. Ближайшим аэропортом, выполняющим коммерческие рейсы, является региональный аэропорт Тайлер-Паундс. Аэропорт находится примерно в 100 километрах к югу от Салфер-Спрингс.

## Образование

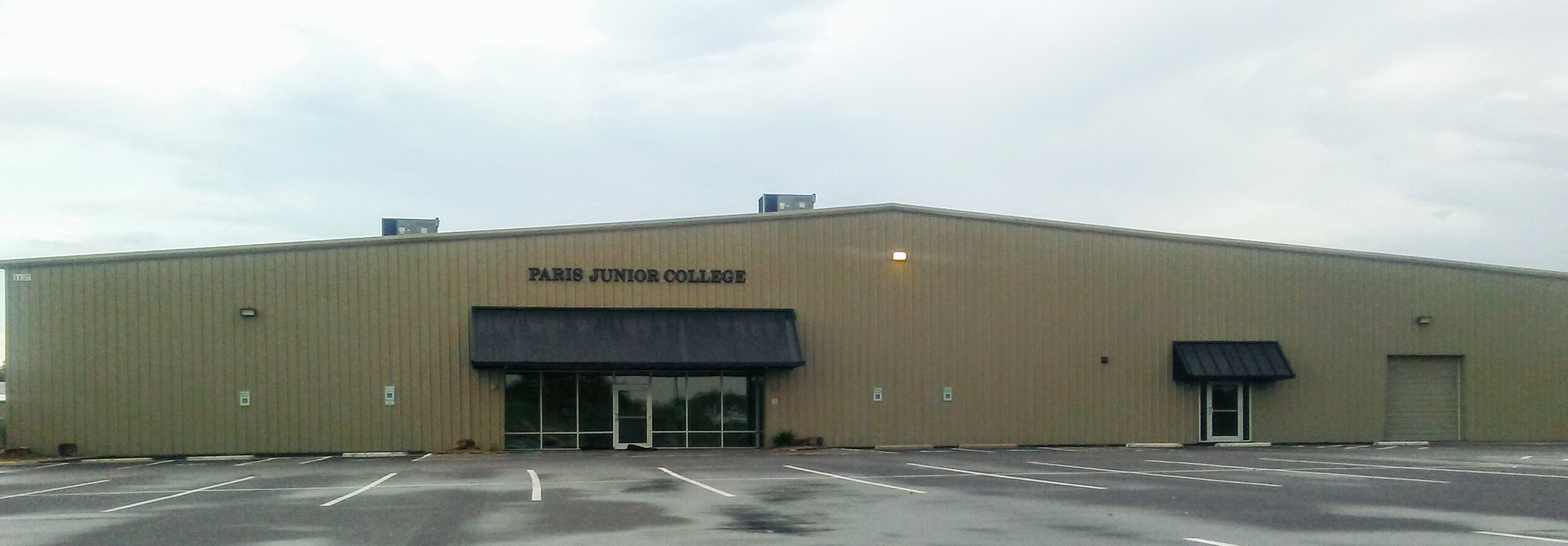
Филиал начального колледжа Париса в Салфер-Спрингс

Город обслуживается независимым школьным округом Салфер-Спрингс.
В Салфер-Спрингс работает филиал начального колледжа города Парис. В 30 километрах к западу, в Коммерсе находится филиал городе был открыт филиал Техасского университета A&M.

## Экономика
Согласно финансовому отчёту города за 2017-2018 финансовый год, Салфер-Спрингс владел активами на $94,57 млн, долговые обязательства города составляли $49,29 млн. Доходы города составили $25,68 млн, расходы города — $23,29 млн .
Основными работодателями в городе являются:
| Работодатель                              | Число работников |
| ----------------------------------------- | ---------------- |
| Независимый школьный округ Салфер-Спрингс | 681              |
| Crocery Supply Company                    | 533              |
| Госпиталь округа Хопкинс                  | 481              |
| Saputo Foods Inc.                         | 430              |
| Walmart                                   | 336              |
| CMH Manufacturing                         | 264              |
| Округ Хопкинс                             | 229              |
| BEF Foods                                 | 201              |
| Flowserve, Inc.                           | 194              |
| Город Салфер-Спрингс                      | 182              |

## Отдых и развлечения

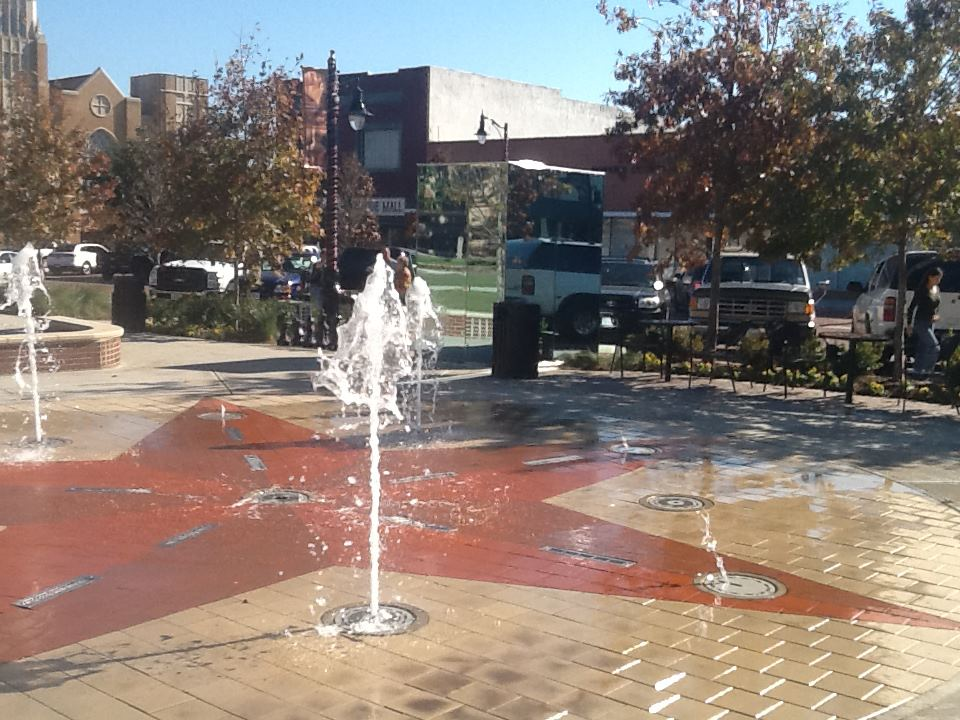
Водная площадка в центра Салфер-Спрингс

Рядом с городом располагается парк штата Купер-Лейк, популярным местом отдыха жителей региона. В Салфер-Спрингс работает музей истории округа Хопкинс, в парке при котором располагаются различные старинные здания. Также популярной является галерея музыкальных шкатулок Лео Сент-Клэр. В коллекции находится более 150 музыкальных шкатулок.